# Notholca angulata
Notholca angulata är en hjuldjursart som först beskrevs av Daday 1906.  Notholca angulata ingår i släktet Notholca och familjen Brachionidae. Inga underarter finns listade i Catalogue of Life.